# Montgomery (indumento)

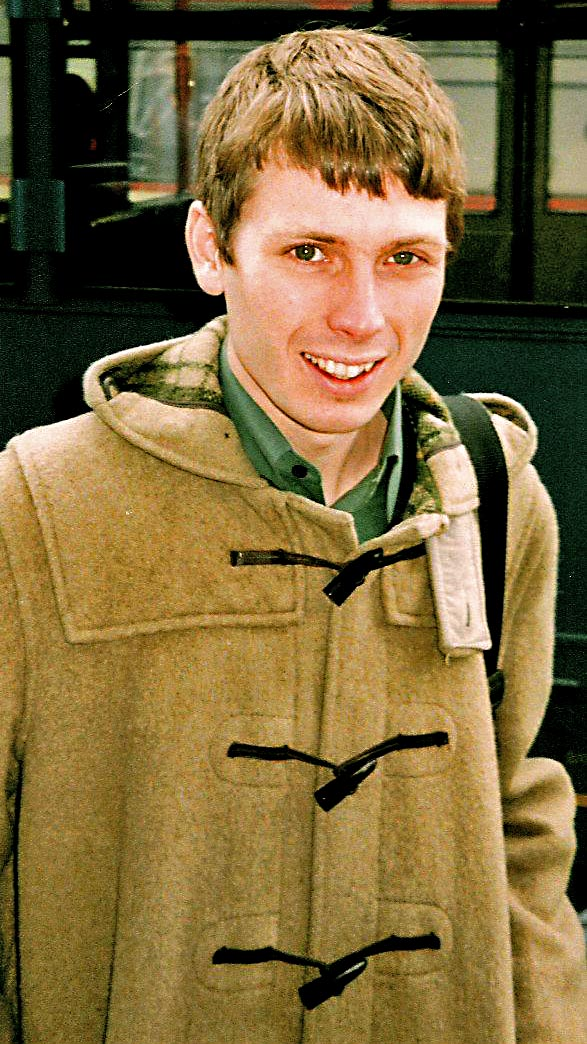
Il musicista Alex Kapranos con indosso un mongomeri.

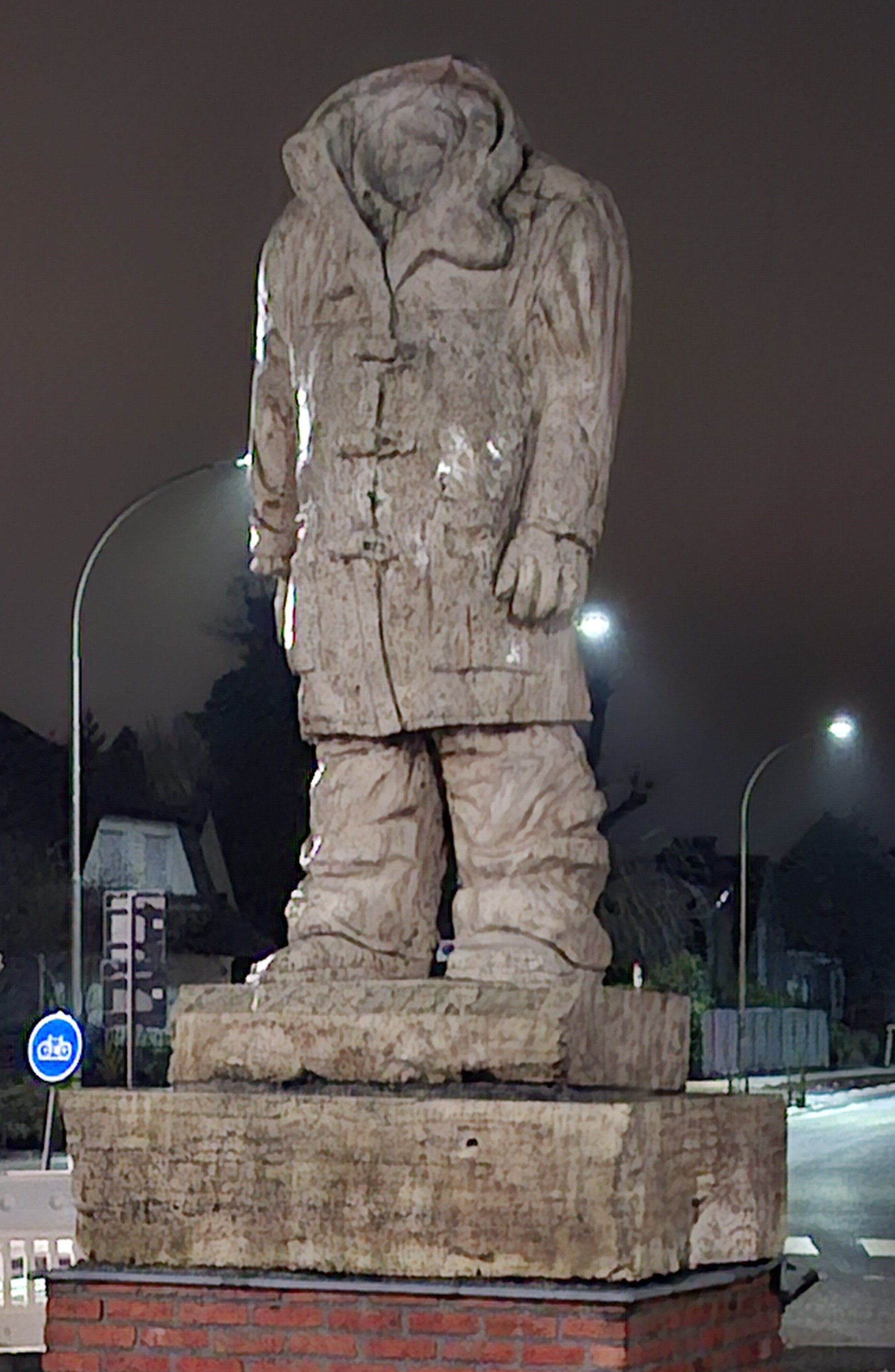
Statua De Duffelcoat a Duffel.

Il montgomery (o mongomeri, forma italianizzata) è un tipo di cappotto di lunghezza media, solitamente a metà coscia.

## Storia
Deve il suo ingresso nel mondo della moda maschile all'ambiente militare: la Royal Navy infatti, lo introdusse nelle dotazioni dei marinai, in quanto il panno pesante con cui era fabbricato e il cappuccio in dotazione erano un'ottima protezione contro il vento e le temperature più rigide. A renderlo particolarmente famoso fu poi il generale britannico Bernard Law Montgomery, che era solito portarlo sopra la divisa. 
In Italia il cappotto prese il nome dal generale, ma nel resto del mondo è più correttamente chiamato duffle coat o ancor più propriamente duffel coat (dalla cittadina belga Duffel da dove proviene il tessuto), e solo talvolta Monty coat in onore appunto del generale.

## Caratteristiche
Introdotto anche nella moda femminile resta comunque un capo essenzialmente sportivo adatto ad un look casual e informale. Inizialmente i colori in cui veniva proposto erano i classici blu scuro e beige; oggi invece lo si può trovare in molte versioni colorate o in fantasia: verde loden, marrone, bordeaux, ma anche rosso, giallo oppure nei classici quadri del tartan scozzese. Oltre il cappuccio ha sprone e tasche applicate, ma la caratteristica peculiare è l'allacciatura con alamari.